# 唐向青
唐向青（1915年—1994年），原名唐荄，笔名向青（一作凌青），男，浙江兰溪人，中华人民共和国政治人物，曾任中国民间文艺研究会理事，浙江省文学艺术界联合会秘书长、副主席、党组副书记。